# Daniel Cegarra
Daniel Cegarra Moltó (2005) es un deportista español que compite en ciclismo en la modalidad de trials. Ganó tres medallas de oro en el Campeonato Mundial de Trials entre los años 2021 y 2023.

## Palmarés internacional
| Campeonato Mundial | Campeonato Mundial     | Campeonato Mundial | Campeonato Mundial |
| Año                | Lugar                  | Medalla            | Competición        |
| ------------------ | ---------------------- | ------------------ | ------------------ |
| 2021               | Vic ( España)          | Medalla de oro     | Equipo mixto       |
| 2022               | Abu Dabi ( EAU)        | Medalla de oro     | Equipo mixto       |
| 2023               | Glasgow ( Reino Unido) | Medalla de oro     | Equipo mixto       |